# (2873) Binzel
(2873) Binzel es un asteroide perteneciente al cinturón de asteroides, descubierto el 28 de marzo de 1982 por Edward Bowell desde la Estación Anderson Mesa (condado de Coconino, cerca de Flagstaff, Arizona, Estados Unidos).

## Designación y nombre
Designado provisionalmente como 1982 FR. Fue nombrado Binzel en honor al profesor de ciencias planetarias estadounidense Richard P. Binzel.